# It Welcome to Derry
It: Welcome to Derry (bra: It: Bem-vindos a Derry) é uma futura série de televisão de terror sobrenatural estadunidense baseada no romance It: A Coisa de Stephen King de 1986 e servindo como uma prequência dos filmes It: A Coisa (2017) e It: Capítulo Dois (2019). A série foi desenvolvida por Andy Muschietti, Barbara Muschietti e Jason Fuchs, todos envolvidos nos filmes de It. É estrelada por Jovan Adepo, Taylour Paige, Chris Chalk, James Remar, Stephen Rider, Madeleine Stowe e Rudy Mancuso, com Bill Skarsgård reprisando seu papel dos filmes como Pennywise, o Palhaço Dançarino.
It: Welcome to Derry está programada para estrear em Outubro de 2025 na HBO, composta por nove episódios.

## Sinopse
Em 1962, um casal afro-americano com seu filho se muda para Derry, Maine, justamente quando uma menina desaparece. Com a chegada dela, coisas muito ruins começam a acontecer na cidade.

## Elenco

### Principal
- Jovan Adepo como Leroy Hanlon[3]
- Taylour Paige como Charlotte Hanlon[4]
- Chris Chalk como Dick Hallorann[5]
- James Remar
- Stephen Rider
- Madeleine Stowe
- Rudy Mancuso
- Bill Skarsgård como Pennywise, o Palhaço Dançarino

### Recorrente
- Dean Yool
- Alixandra Fuchs
- Kimberly Norris Guerrero
- Tyner Rushing
- Dorian Grey
- Thomas Mitchell
- BJ Harrison
- Peter Outerbridge
- Shane Marriott
- Chad Rook
- Joshua Odjick
- Morningstar Angeline

## Episódios

### 1.ª Temporada (2025)
A primeira temporada terá nove episódios, com Andy Muschietti dirigindo os quatro primeiros.

## Produção

### Desenvolvimento
Em março de 2022, a Variety noticiou que Andy Muschietti, Barbara Muschietti e Jason Fuchs estavam desenvolvendo e atuando como produtores executivos de uma série de televisão prequência do filme It: A Coisa (2017) para a HBO Max, intitulada como Welcome to Derry, que seria ambientada na década de 1960, antes dos acontecimentos do filme e que também incluiria a história de origem de Pennywise. A série recebeu um compromisso de produção em novembro de 2022 e Fuchs e Brad Caleb Kane foram contratados como co-showrunners. Em fevereiro de 2023, a série recebeu sinal verde e foi noticiado que Andy Muschietti dirigiria vários episódios, incluindo o piloto, com Fuchs como roteirista. Bill Skarsgård atuará como produtor executivo.

### Escrita
Em janeiro de 2025, em entrevista à Radio TU, Andy Muschietti revelou detalhes sobre o material fonte e planos a longo prazo. Ele disse que a série é baseada em capítulos interlúdios do romance It: A Coisa. Ele também afirmou que a série terá três temporadas, ambientadas em 1962, 1935 e 1908, respectivamente. "Há uma razão para a história ser contada de trás para frente", acrescentou.

### Elenco
Em abril de 2023, Jovan Adepo, Chris Chalk, Taylour Paige e James Remar se juntaram ao elenco em papéis principais. Além disso, Stephen Rider entrou como regular na série e Madeleine Stowe como convidada recorrente. Em maio de 2024, Bill Skarsgård foi escalado para estrelar a série, reprisando seu papel como Pennywise. Em junho de 2024, Alixandra Fuchs, Kimberly Guerrero, Dorian Grey, Thomas Mitchell, BJ Harrison, Peter Outerbridge, Shane Marriott, Chad Rook, Joshua Odjick e Morningstar Angeline foram escalados em papéis recorrentes. Em julho de 2024, Rudy Mancuso se juntou ao elenco em um papel recorrente.

### Filmagem
As filmagens principais começaram em Toronto, Hamilton e Port Hope em maio de 2023, sob o título Greetings from Fairview e a previsão era de que continuassem até dezembro. As cenas foram filmadas na Escola Secundária Delta. Em meados de julho de 2023, a produção foi suspensa devido à Greve da SAG-AFTRA de 2023. Em agosto de 2024, foi noticiado que a produção da primeira temporada havia sido concluída e que o título oficial da série seria It: Welcome to Derry.

### Música
Em maio de 2025, foi noticiado que Benjamin Wallfisch comporia a trilha sonora da série. Wallfisch já havia feito a trilha sonora dos filmes de It.

## Lançamento
It: Welcome to Derry está programada para estrear na HBO em outubro de 2025, com nove episódios. Anteriormente, a série estava programada para ser lançada exclusivamente na HBO Max.